# Universidad de Dakota del Norte
La Universidad de Dakota del Norte (en inglés: University of North Dakota) (siglas UND) es una universidad pública de investigación ubicada en Grand Forks, Dakota del Norte. Establecida por la Asamblea Territorial de Dakota en 1883, seis años antes del establecimiento del estado de Dakota del Norte, es la universidad más antigua del estado.
La universidad tiene las únicas escuelas de derecho y medicina en el estado de Dakota del Norte. Es más conocida por la Escuela de Ciencias Aeroespaciales John D. Odegard, la primera en el país en ofrecer un título en operaciones de sistemas de aeronaves no tripuladas, y programas en aviación y aeroespacial. Varias instituciones de investigación nacionales se encuentran en el campus de la universidad, incluido el Centro de Investigación de Energía y Medio Ambiente, la Facultad de Medicina y Ciencias de la Salud y el Centro de Investigación de Nutrición Humana del USDA.
Los equipos atléticos de Dakota del Norte compiten en la División I de la NCAA. La mayoría de los equipos compiten como miembros de la Summit League, con la excepción del hockey masculino (National Collegiate Hockey Conference)  El equipo masculino de hockey sobre hielo ha ganado ocho campeonatos nacionales y juega en el Ralph Engelstad Arena.